# Calviac-en-Périgord
Calviac-en-Périgord (trong tiếng Occitan Calviac de Perigòrd) là một xã, nằm ở Dordogne trong vùng Aquitaine của Pháp.

## Thông tin nhân khẩu
| Năm    | 1864 | 1962 | 1968 | 1975 | 1982 | 1990 | 1999 | 2006 |
| ------ | ---- | ---- | ---- | ---- | ---- | ---- | ---- | ---- |
| Dân số | 763  | 438  | 406  | 404  | 425  | 441  | 468  | 501  |